# Hans Kremendahl

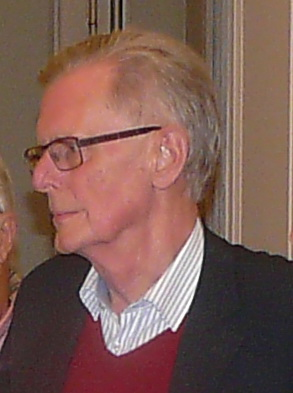
Hans Kremendahl
am 28. November 2014

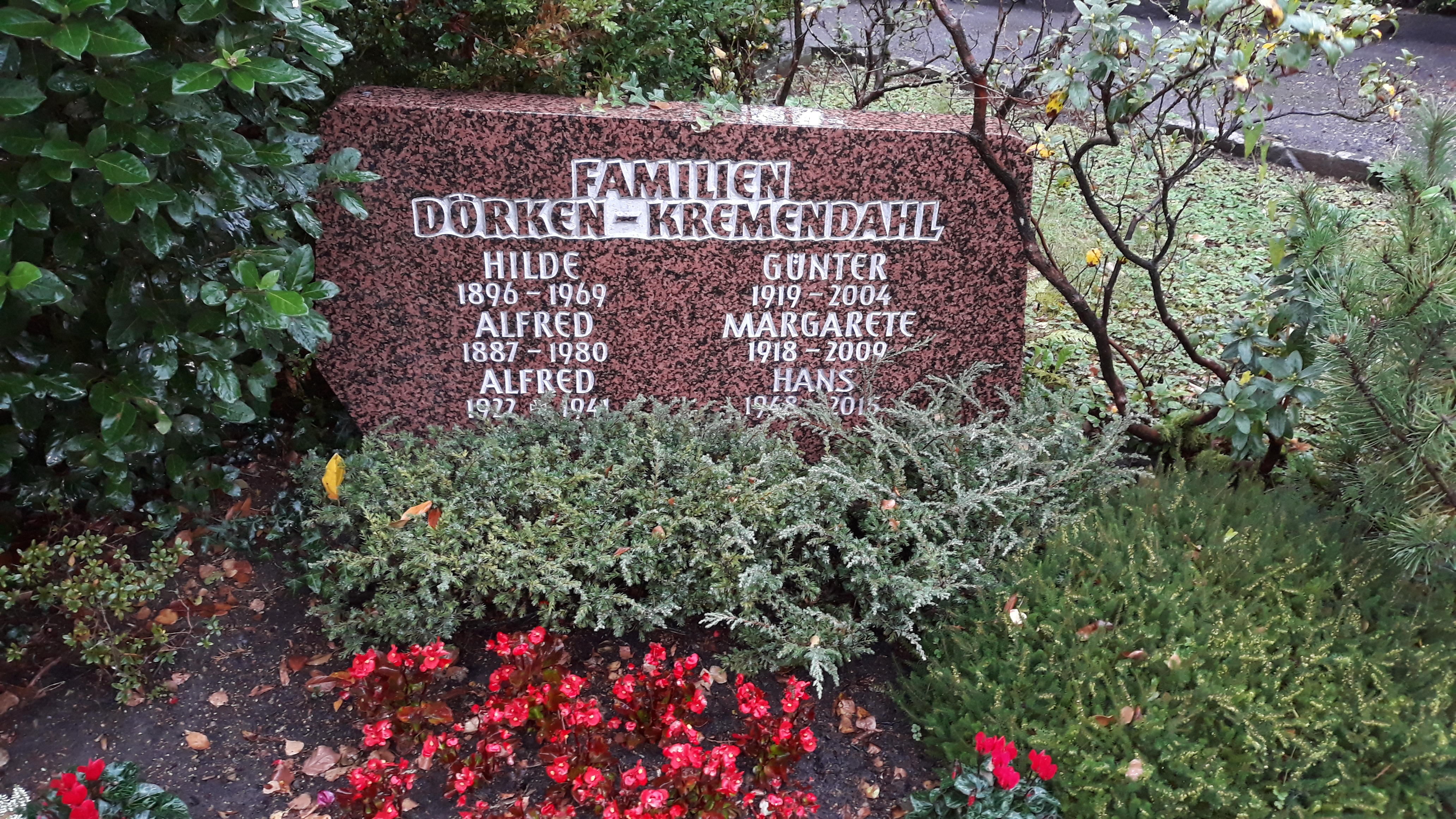
Das Grab von Hans Kremendahl im Familiengrab auf dem Evangelischen Friedhof Cronenberg in Wuppertal.

Hans Kremendahl (* 17. September 1948 in Wuppertal; † 10. Februar 2015 ebenda) war ein deutscher Politikwissenschaftler und Politiker der SPD.

## Leben
Sein Abitur legte der in Wuppertal-Cronenberg geborene Kremendahl 1967 in Remscheid ab. Danach studierte er bis 1971 Politikwissenschaft am Otto-Suhr-Institut der Freien Universität Berlin. Nach der Promotion 1976 wurde er dort Assistenzprofessor und habilitierte sich 1979. Seine Hauptforschungsgebiete waren die Pluralismustheorie und die Parteiendemokratie.
1981 wurde er Mitglied der SPD-Fraktion des Abgeordnetenhauses von Berlin und wissenschaftspolitischer Sprecher seiner Fraktion. Im Jahr 1985 wurde er Landesgeschäftsführer seiner Partei. Ab 1989 war er Staatssekretär in der Senatsverwaltung für Wissenschaft und Forschung und anschließend ab 1991 Staatssekretär für Wirtschaft und Technologie. Fünf Jahre später (1996) wurde er Staatssekretär für Stadtentwicklung, Umwelt und Technologie; aber noch im selben Jahr wurde er zum Oberbürgermeister Wuppertals gewählt und blieb dies bis 2004. Bei der Kommunalwahl 2004 wurde er von der SPD erneut nominiert, unterlag aber Peter Jung (CDU).
Kremendahl starb in der Nacht vom 10. zum 11. Februar 2015 nach kurzer, schwerer Krankheit in einem Wuppertaler Krankenhaus.

## Korruptionsprozess
Bundesweite Bekanntheit erlangte Kremendahl während seiner Amtszeit als Oberbürgermeister Wuppertals durch die „Kremendahl-Affäre“. Kremendahl hatte 1999 zur Finanzierung seines Wahlkampfes vom Wülfrather Bauunternehmer Uwe Clees eine Spende in Höhe von 500.000 Deutsche Mark erhalten. Diese Spende brachte ihn in Korruptionsverdacht, da der Bauunternehmer mehrere (zum Teil umstrittene) Großprojekte in Wuppertal durchführte und weitere plante.
Es gab mehrere Gerichtsverhandlungen, die klären sollten, ob Kremendahl als Oberbürgermeister bestechlich war. Zunächst sprach ihn das Landgericht Wuppertal am 18. Dezember 2002 von diesem Vorwurf frei. Nach Auffassung der Richter war nicht erkennbar, dass die Zahlung des Bauunternehmers an konkrete Gegenleistungen geknüpft war. Kremendahl sah sich selbst ebenso wie die Wuppertaler SPD dadurch von den Korruptionsvorwürfen entlastet, sodass er zur Kommunalwahl 2004 erneut als Oberbürgermeisterkandidat aufgestellt wurde, bei der er dann aber überraschend seinem CDU-Herausforderer Peter Jung unterlag. Nach Revision der Staatsanwaltschaft vor dem Bundesgerichtshof musste der Fall am 16. März 2006 erneut verhandelt werden, diesmal beim Landgericht Dortmund. Auch hier wurde Kremendahl freigesprochen. Der 3. Strafsenat des Bundesgerichtshofes verwarf am 28. August 2007 die erneute Revision der Staatsanwaltschaft und folgte damit den Anträgen von Verteidigung und Bundesanwaltschaft.

## Weiteres Engagement
Kremendahl war Schirmherr der Wuppertaler Tafel und Vorsitzender der Arbeiterwohlfahrt in Wuppertal.